# Безлесное (Крым)
Безле́сное (до 1945 года Бию́к-Бара́ш; укр. Безлісне, крымскотат. Büyük Boraş, Буюк Бораш) — исчезнувшее село в Сакском районе Республики Крым (согласно административно-территориальному делению Украины — Автономной Республики Крым), располагавшееся на севере района, в степной части Крыма, примерно в 3,5 километрах восточнее современного села Наумовка.

### Динамика численности населения
| - 1806 год — 105 чел. - 1864 год — 104 чел. - 1889 год — 118 чел. - 1892 год — 190 чел. | - 1900 год — 193 чел. - 1915 год — 78/41 чел. - 1926 год — 145 чел. - 1939 год — 142 чел. |

## История
Первое документальное упоминание села встречается в Камеральном Описании Крыма… 1784 года, судя по которому, в последний период Крымского ханства Бьюк Бараш входил в Каракуртский кадылык Бахчисарайского каймаканства. После присоединения Крыма к России (8) 19 апреля 1783 года, (8) 19 февраля 1784 года, именным указом Екатерины II сенату, на территории бывшего Крымского Ханства была образована Таврическая область и деревня была приписана к Евпаторийскому уезду. После Павловских реформ, с 1796 по 1802 год, входила в Акмечетский уезд Новороссийской губернии. По новому административному делению, после создания 8 (20) октября 1802 года Таврической губернии, Биюк-Бараш был включён в состав Урчукской волости Евпаторийского уезда.
По Ведомости о волостях и селениях, в Евпаторийском уезде с показанием числа дворов и душ… от 19 апреля 1806 года в деревне Биюк-Бараш числилось 16 дворов, 100 крымских татар, 4 ясыра и 1 черкез ясыр. На военно-топографической карте генерал-майора Мухина 1817 года деревня Биюк бараш обозначена с 20 дворами. После реформы волостного деления 1829 года Биюк-Бараш, согласно «Ведомости о казённых волостях Таврической губернии 1829 года», остался в составе Урчукской волости. На карте 1836 года в деревне 29 дворов, как и на карте 1842 года.
В 1860-х годах, после земской реформы Александра II, деревню приписали к Абузларской волости. Согласно «Памятной книжке Таврической губернии за 1867 год», деревня Биюк Бараш была покинута жителями в 1860—1864 годах — в результате эмиграции крымских татар, особенно массовой после Крымской войны 1853—1856 годов, в Турцию, после чего вновь заселена татарами. В «Списке населённых мест Таврической губернии по сведениям 1864 года», составленном по результатам VIII ревизии 1864 года, Биюк-Бараш — владельческая татарская деревня, с 23 дворами, 104 жителями и мечетью при колодцах. По обследованиям профессора А. Н. Козловского 1867 года, глубина колодцев в деревне составляла 8,5—9 саженей (17—18 м), но вода в них была солёная и горькая. На трёхверстовой карте Шуберта 1865—1876 года в деревне Биюк-Бораш обозначено 15 дворов. По «Памятной книге Таврической губернии 1889 года», включившей результаты Х ревизии 1887 года, в деревне Биюк-Бораш числилось 22 двора и 118 жителей. Согласно «…Памятной книжке Таврической губернии на 1892 год», в деревне Биюк-Бораш, входившей в Биюк-Борашский участок, числилось 190 жителей в 21 домохозяйстве.
Земская реформа 1890-х годов в Евпаторийском уезде прошла после 1892 года; в результате Биюк-Бораш (записано, как Бораш-Биюк) приписали к Кокейской волости. По «…Памятной книжке Таврической губернии на 1900 год» в деревне числилось 193 жителя в 40 дворах. По Статистическому справочнику Таврической губернии. Ч.II-я. Статистический очерк, выпуск пятый Евпаторийский уезд, 1915 год, в деревне Бораш-Биюк Кокейской волости Евпаторийского уезда числилось 30 дворов (16 дворов с землёй, 14 — безземельные) со смешанным населением в количестве 78 человек приписных жителей и 41 — «посторонний», из которых 73 мужчины и 46 женщин. Жители владели 600 десятинами удобной земли. В хозяйствах имелось 105 лошадей, 24 вола, 10 коров и 1075 голов мелкого скота.
После установления в Крыму Советской власти, по постановлению Крымревкома от 8 января 1921 года № 206 «Об изменении административных границ» была упразднена волостная система, и село вошло в состав Евпаторийского района Евпаторийского уезда, а в 1922 году уезды получили название округов. 11 октября 1923 года, согласно постановлению ВЦИК, в административное деление Крымской АССР были внесены изменения, в результате которых округа были отменены и произошло укрупнение районов — территорию округа включили в Евпаторийский район. Согласно Списку населённых пунктов Крымской АССР по Всесоюзной переписи 17 декабря 1926 года, в селе Биюк-Бораш, Кокейкого сельсовета Евпаторийского района, числилось 34 двора, из них 31 крестьянский, население составляло 145 человек, все татары, действовала татарская школа. Постановлением президиума КрымЦИК от 26 января 1935 года «Об образовании новой административной территориальной сети Крымской АССР» был создан Сакский район, в состав которого и включили село; видимо, тогда же был образован Биюк-Барашский сельсовет, поскольку на 1940 год он уже существовал. По данным Всесоюзной переписи населения 1939 года, в селе проживало 142 человека.
В 1944 году, после освобождения Крыма от фашистов, согласно Постановлению Государственного комитета обороны СССР № 5859 от 11 мая 1944 года, 18 мая крымские татары были депортированы в Среднюю Азию. 12 августа 1944 года было принято постановление № ГОКО-6372с «О переселении колхозников в районы Крыма», по которому в район из Курской и Тамбовской областей РСФСР в район переселялись 8100 колхозников, а в начале 1950-х годов последовала вторая волна переселенцев из различных областей Украины. Указом Президиума Верховного Совета РСФСР от 21 августа 1945 года Биюк-Бараш был переименован в Безлесное, а Биюк-Барашский сельсовет — в Безлесновский. С 25 июня 1946 года Безлесное в составе Крымской области РСФСР. Ликвидировано до 1954 года, поскольку в списках упразднённых после этой даты сёл Безлесное не значится.